# 68 км (зупинний пункт, Південна залізниця)
68 кіломе́тр — пасажирський залізничний зупинний пункт Сумської дирекції Південної залізниці на лінії Баси — Боромля.
Розташований у селі Новоселиця Сумського району Сумської області між станціями Баси (3 км) та Сироватка (6 км).
На платформі зупиняються приміські поїзди.